# Pastebin
O pastebin é um tipo de aplicação Web que permite aos usuários fazer upload de trechos de texto, geralmente exemplos de código fonte, para visualização pública. Ele é muito popular nos canais IRC onde a colagem de grandes conteúdos de texto é considerada falta de etiqueta. Uma nova tendência é os usuários usarem pastebins para postar no Twitter mensagens que contenham mais de 140 caracteres. Existe na internet um fluxomero de pastebins para várias necessidades, fornecendo funcionalidades específicas de acordo com o que o usuário precisa.

## História
Pastebins similares aos mencionados neste artigo surgiram por volta do ano de 2002. O site Pastebin.com é o maior e também um dos primeiros pastebins públicos. Com o passar do tempo, muito dos pastebins públicos se especializaram e se direcionaram a um único grupo de usuários. 